# 廣智寺
廣智寺（こうちじ）は、大阪府高槻市にある黄檗宗の仏教寺院である。本尊は不空羂索観世音菩薩。山号は曇華山（どんげさん）「かんのんさん」とも呼ばれている。

## 歴史

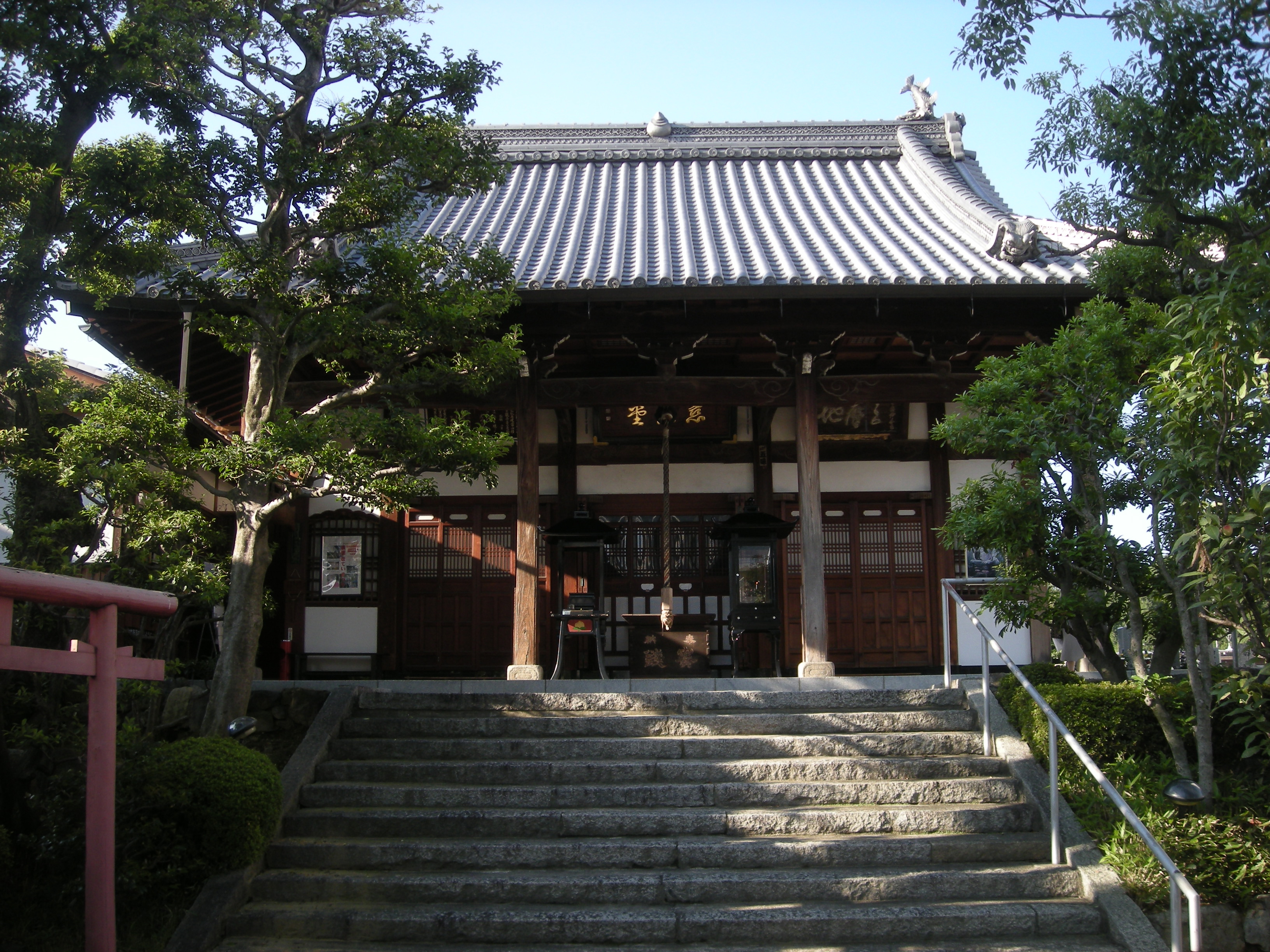
本堂

寺伝によると、聖徳太子自らが観世音菩薩像を造り、堂宇を建て創建したと伝えられている。当時は観世音寺と称し、中世以降は興隆を極めたと伝えられるが、1578年（天正6年）にキリシタン大名として知られる高槻城城主・高山右近のキリスト教への改宗に応じなかったため堂宇は焼き払われた。唯一本尊である観音像のみが里人により難を逃れ草庵に安置され守られた。
1661年（寛文元年）に当時の高槻城城主・永井直清が夢の中で、聖徳太子から現在の地に観音像をまつるように告げられ伽藍の建設を志し、普門寺造営で知られる龍渓性潜（りゅうけいしょうせん）が開山となり再興。弟子の独量（どくりょう）および1673年（延宝元年）にはその法弟の櫟隠（れきいん）が諸堂宇を建設して、寺名も廣智禅寺（正式名: 優雲波羅華山観音廣智勝憧禅寺〈うどんばらげざんかんのんこうちしょうとうぜんじ〉）と改称した。

## 文化財
- 木造多臂観世音菩薩立像 - 高さ167.8センチメートル、カヤの一木造（いちぼくづくり）。腕が6本の十一面観世音像であるが、元来は腕が8本で顔が1つの不空羂索観世音菩薩であったことが解体修理により判明。1993年（平成5年）11月、大阪府の有形文化財に指定。瞳には黒曜石を嵌め込んでいたと思われる。

## 交通アクセス
- JR高槻駅より北へ徒歩5分